# Pasmo Ku
Pasmo Ku (ang. Ku band; czasem stylizowane jako Ku) – fragment widma fal elektromagnetycznych należący do promieniowania mikrofalowego o zakresie częstotliwości od 11,7 do 12,7 GHz (odbieranie sygnału z satelity) i 14 do 14,5 GHz (wysyłanie sygnału).

## Zastosowanie
Pasmo jest wykorzystywane głównie w transmisji telewizji satelitarnej analogowej, cyfrowej i HDTV, a także do satelitarnych połączeń internetowych. Stosowane jest m.in. przez satelity SES Astra oraz Eutelsat Hot Bird. W przyszłości obok pasma Ku używane będzie znacznie pojemniejsze pasmo Ka.